# شوی چینگشیا
شوی چینگشیا (انگلیسی: Shui Qingxia؛ زادهٔ ۱۸ دسامبر ۱۹۶۶) بازیکن فوتبال زن اهل چین بود.